# Стад Каве Верт
Стад Каве Верт (фр. Stade de la Cavée Verte) — футбольний стадіон у місті Гавр, Франція. З 1918 року по 1970 рік був домашнім стадіоном для клубу «Гавр». Станом на 2013 рік має дві трибуни, одна кам'яна, інша у вигляді пагорба за воротами, вміщує 3 000 глядачів. На стадіоні проводять матчі команди аматорського чемпіонату Франції з футболу.

## Історія
У 1915 році територія біля вулиці Cavée Verte була обрана клубом «Гавр» під майбутній стадіон. Почалося будівництво, в якому взяли участь полонені по закінченні Першої світової війни німці. Трибуни були перенесені на стадіон з місцевого іподрому. У 1919 році на стадіоні було зіграно фінальний матч футбольного чемпіонату, проведеного Союзом французьких товариств атлетичного спорту (фр. Union des Sociétés Françaises de Sports Athlétiques) між «Гавром» і «Марселем».
4 червня 1924 року на стадіоні відбувся матч між збірними Франції та Угорщини (1:0). У 1928 році збірна Уругваю в рамках підготовки до Олімпійського футбольного турніру провела на стадіоні два поєдинки з клубом «Гавр», що завершилися з рахунком 6:0 і 7:1 на користь південноамериканців.
20 листопада 1932 року на стадіоні відбувається пожежа, збитки від якої становлять 500 000 франків, проте до наступного футбольного сезону трибуни встигли відновити. За версією ФІФА 5 червня на стадіоні пройшов матч першого раунду чемпіонату світу між збірними Чехословаччини і Нідерландів, що завершився з рахунком 3:0, але численні фото- та відеоархіви підтверджують, що гра відбулась саме на іншому ставдіоні Гавра, «Стад Жуль Дешазо», який тоді називався муніципальним стадіоном.
23 квітня 1950 року на матчі між клубами «Гавр» і «Нім Олімпік», встановлюється новий рекорд відвідуваності стадіону — 24 961 глядачів, однак матч призвів до руйнуванням трибуни, яка не витримала такої кількості глядачів, в результаті тисняви кілька людей були госпіталізовані. Приблизно в 1952—1953 роках на стадіон обрушується зсув ґрунту, який зруйнував одну з трибун і зніс табло, з тих пір одна з трибун стадіон уявляє собою земляний пагорб з місцями для глядачів.
У 1971 році футбольний клуб «Гавр» переїхав на більш сучасну арену Стад Жюль Дешазо (фр. Stade Jules-Deschaseaux). З 1971 року на стадіоні граються матчі дублюючого складу «Гавра».